# Tahrir al-Sham
Hay'at Tahrir al-Sham (HTS; in arabo هيئة تحرير الشام‎?, Hayʼat Taḥrīr al-Shām, lett. "Organizzazione per la liberazione del Levante" o "Comitato di liberazione del Levante"), comunemente Taḥrīr al-Shām, era una formazione armata islamista siriana di orientamento salafita, attiva e coinvolta nella guerra civile siriana.
HTS è responsabile di gravi violazioni dei diritti umani e di crimini di guerra. È considerata un'organizzazione terroristica dall'ONU, Unione europea, Regno Unito, Canada, Australia, Nuova Zelanda, Giappone, Argentina, Indonesia e Russia, e dagli Stati Uniti dal 31 giugno 2018 al 7 luglio 2025.
È stata sciolta ufficialmente il 29 gennaio 2025, insieme ad altre milizie ex-ribelli e integrata nel nuovo Esercito siriano.

## Storia
Il gruppo è stato formato il 28 gennaio 2017 dall'unione di Jabhat Fatḥ al-Shām - organizzazione nata il 28 luglio 2016 dalla separazione consensuale del Fronte al-Nusra dal network di al-Qa'ida - con altri gruppi minori: il Fronte Anṣār al-Dīn, Jaysh al-Sunna, Liwāʾ al-Ḥaqq e Harakat Nur al-Din al-Zenki.
Ayman al-Tamīmī del Combating Terrorism Center (CTC) ha affermato nel 2017 che, nonostante le dichiarazioni pubbliche dei leader di Taḥrīr al-Shām, il gruppo è allineato ad al-Qāʾida.

### Attentati suicidi
Per Hayʼat Taḥrīr al-Shām, i campi per sfollati interni sono terreni di reclutamento dove il gruppo può sfruttare la miseria di popolazioni fragili. I jihadisti hanno reclutato migliaia di adolescenti da utilizzare nella battaglia di Ramouseh dell'agosto 2016, che ha permesso una temporanea breccia nell'assedio di Aleppo. La battaglia aveva lo scopo di aumentare il prestigio di HTS. L'organizzazione ha ora bisogno di rifornirsi costantemente di kamikaze, una delle sue maggiori risorse in guerra.
Sebbene siano ammirati dagli altri leader jihadisti, i kamikaze li spaventano anche perché sanno di non essere immuni. HTS può contare sul Partito Islamico del Turkestan (TIP), un suo forte alleato. Il TIP conta su diverse migliaia di combattenti uiguri provenienti dallo Xinjiang (Cina) per rifornire un gran numero di attentatori suicidi indottrinati nei suoi campi di addestramento per bambini vicino a Jisr al-Shughour.

### Anni successivi e dissoluzione
Nel luglio 2017 Hayʼat Taḥrīr al-Shām si è impadronito dell'intero confine turco-siriano nella provincia di Idlib e del suo capoluogo Idlib, dopo aver combattuto con il suo ex alleato Aḥrār al-Shām. Ha inoltre ingaggiato aspre lotte intestine con altri gruppi ribelli. La formazione a inizio 2019 è entrata in conflitto aperto contro le altre formazioni sostenute dalla Turchia all'interno del governatorato di Idlib, tra le quali quelle facenti parte di Aḥrār al-Shām e lo stesso gruppo Ḥarakat Nūr al-Dīn al-Zenkī (che nel frattempo si era separata da Hayʼat Taḥrīr al-Shām a causa di tensioni interne e le differenze ideologiche), sottraendo a loro ampie porzioni di territorio.
Dal 2021 HTS è considerata la fazione militare più potente all'interno dell'opposizione siriana. Alla fine di novembre 2024 il gruppo armato ha attaccato l'esercito regolare siriano, occupando buona parte di Aleppo e costringendolo a ritirarsi dalla città.

## Violazioni dei diritti umani e crimini di guerra
Nonostante gli sforzi di HTS di prendere pubblicamente le distanze da al-Qāʿida e di presentarsi come un organo di governo legittimo attraverso il Governo di Salvezza Siriano, i rapporti delle Nazioni Unite, degli Stati Uniti, dell'Unione europea e delle organizzazioni per i diritti umani documentano il suo continuo coinvolgimento in gravi violazioni dei diritti umani e crimini di guerra.

### Esecuzioni extragiudiziali, arresti arbitrari e torture
HTS esegue esecuzioni extragiudiziali, arresti arbitrari e sparizioni forzate. Oppositori politici, giornalisti, attivisti e civili ritenuti critici nei confronti di HTS sono detenuti illegalmente. Torture e maltrattamenti sono diffusi nelle strutture di detenzione gestite da HTS, che ha impiegato almeno 22 metodi di tortura documentati, tra cui abusi fisici e psicologici. Le confessioni ottenute sotto tortura sono ammesse come prova nei tribunali di HTS, mentre i detenuti non hanno alcun ricorso legale per contestare la loro detenzione. Nel 2019 un rapporto di Human Rights Watch ha accusato il gruppo di torturare i locali che documentavano i loro abusi nelle aree da loro controllate.

### Violenza contro donne e bambine
HTS applica codici di abbigliamento rigidi e religiosi per donne e ragazze e limita in modo significativo la loro libertà di movimento e l'accesso all'istruzione. Le donne possono viaggiare solo se accompagnate da un parente maschio (mahram) e le violazioni dei decreti religiosi possono portare all'arresto e alla punizione. Le donne subiscono discriminazioni e violenze diffuse, tra cui detenzioni arbitrarie, abusi sessuali in carcere e condanne a morte per accuse come "adulterio" o "blasfemia". Alle donne è negato anche il diritto di chiedere il divorzio, è vietato truccarsi in pubblico e vivere da sole. Alle donne sposate - comprese le minorenni costrette al matrimonio infantile - viene negato il diritto di frequentare le scuole e le università pubbliche.
Le donne attiviste, specialmente quelle che lavorano in ruoli umanitari o nei media, sono state prese particolarmente di mira. Molte sono accusate di alto tradimento o di altre accuse come pretesto per fare pressione su di loro affinché cessino le attività critiche nei confronti di HTS, il quale ha anche arrestato donne con legami familiari con gruppi rivali o fazioni dell'opposizione, come tattica per ottenere un effetto leva o costringere alla cooperazione. Le donne detenute sono sottoposte a condizioni degradanti, tra cui isolamento, minacce, mancanza di cure mediche e abusi.

### Conversioni forzate e discriminazione delle minoranze religiose
Nonostante dal 2018 HTS abbia pubblicamente dichiarato di essere tollerante nei confronti delle minoranze religiose, un rapporto della Commissione degli Stati Uniti per la libertà religiosa internazionale (USCIRF) ha rilevato che HTS ha continuato a commettere diffuse violazioni della libertà religiosa e dei diritti umani, prendendo di mira le minoranze religiose e i musulmani sunniti dissenzienti. Secondo il rapporto dell'USCIRF, il gruppo attua conversioni forzate all'Islam sunnita, confisca sistematicamente le proprietà di cristiani e drusi e vieta l'istruzione alle donne sposate. Arresti arbitrari, torture ed esecuzioni con accuse religiose inventate sono una routine nei territori controllati da HTS, con detenuti spesso sottoposti ad abusi e a cui viene negato il ricorso alla giustizia. L'USCIRF conclude che HTS promuove un'amministrazione guidata dall'ideologia che mina la diversità religiosa della regione.

### Oppressione politica
HTS reprime sistematicamente il dissenso attraverso la repressione violenta, gli arresti arbitrari e i gravi maltrattamenti nei confronti dei critici, compresi giornalisti, attivisti e civili. Le proteste contro HTS sono raramente tollerate e spesso sono oggetto di violenta repressione. I giornalisti sono esposti a rischi significativi, tra cui minacce, imprigionamenti e abusi fisici, che costringono molti a fuggire dalla regione. HTS ricorre a detenzioni arbitrarie e torture per mettere a tacere gli oppositori politici percepiti.

### Ostruzione degli aiuti umanitari
HTS ostacola in modo significativo gli aiuti umanitari nelle aree sotto il suo controllo, impedendo gravemente l'assistenza ai bisognosi, in particolare agli sfollati interni. Il gruppo impone tasse arbitrarie sulle spedizioni umanitarie e interferisce con la distribuzione degli aiuti. HTS regola il flusso di assistenza, esercitando un controllo sulla selezione dei beneficiari e assicurandosi che gli aiuti vengano dirottati a proprio vantaggio.

### I bambini come vittime e partecipanti forzati alla guerra
Secondo i rapporti del Dipartimento di Stato degli Stati Uniti d'America HTS ha commesso gravi violazioni dei diritti dei bambini, sfruttandoli in modi che violano il diritto internazionale. I rapporti documentano che HTS ha utilizzato i bambini come scudi umani, attentatori suicidi, bambini soldato e nel ruolo di boia, costringendoli ad azioni violente nel conflitto.